# Isabel Barbosa
Isabel Barbosa (5 de fevereiro de 1971, Esperança) é uma cantora lírica brasileira .

## Biografia
Isabel Barbosa é uma cantora lírica. Nasceu em Esperança, no agreste do estado da Paraíba, e aos oito meses de idade mudou-se para a capital, João Pessoa. 
Começou seus estudos de piano aos 5 anos de idade com Isabel Burity (irmã do ex-governador da Paraíba  Tarcísio de Miranda Burity) e posteriormente estudou violino. Seu primeiro contato com o canto lírico foi no Coro da Associação Lírica Belcanto, dirigido pela professora Tika Porto. 
Graduou-se em Música (licenciatura) pela UFPB, tornando-se professora substituta de Técnica Vocal da universidade. Anos depois, Isabel aproveitou para fazer um curso de Aperfeiçoamento Técnico-Vocal em Recife, Pernambuco, com o barítono alemão Johannes Martin Kränzle. Já nos EUA, foi selecionada e estudou na Westminster Choir College, com Marvin Keenze.
Em 1991, Isabel debutou como cantora lírica no palco do Teatro Paulo Pontes, em João Pessoa, no concerto para orquestra, coro e solistas “Vesperaes solennes di confessore”, de Mozart, sob a regência do maestro Eleazar de Carvalho.

## Itália
Em abril de 2000, fez as malas e embarcou para a Itália, onde vive atualmente . Participou de uma seleção de admissão para a Escola de Música de Fiesole, em que foi a única brasileira aprovada. Embora estivesse em uma instituição conceituadíssima, seus estudos de pós-graduação só poderiam ser realizados na instituição estatal do Conservatório Luigi Cherubini, em Florença. 
Em 2007 foi Graduada em Canto Lírico com a tese “Viaggio attraverso la musica colta brasíliana, impressioni musicali nelle opere di H.Oswald, C.Gomes e H.Villa-Lobos”; e em 2010 concluiu o Mestrado em Canto Lírico com a tese-concerto “I misteri della notte ed i capricci dell’amore”; ambas sob orientação da Maestra B.Pecchioli .
Em 2009, Isabel Barbosa foi a primeira cantora lírica brasileira a participar da Accademia Festival Pucciniano, entidade dedicada ao estudo de interpretação das obras do compositor Giacomo Puccini .